# 4-й партизанский отряд (Болгария)
4-й партизанский отряд (болг. Партизански отряд №4) — подразделение Народно-освободительной повстанческой армии Болгарии, находившееся в ведении 6-й Ямболской повстанческой оперативной зоны. Отряд действовал в районе Ямбола.

## История
В июне 1943 года по распоряжению штаба 6-й Ямболской повстанческой оперативной зоны была образована 4-я молодёжная партизанская рота (болг. Младежка партизанска чета № 4), первым командиром которой стал Петр Момчилов. Рота действовала к востоку от реки Тунджа в окрестностях Ямбола, Елхово, Карнобата и Средца.
В апреле 1944 года в районе Симеоново рота была преобразована в 4-й партизанский отряд, командиром которого стал Георгий Калчев. Отряд действовал в районах местечек Недялско, Кирилово и Робово.
9 сентября 1944 года отряд участвовал в установлении власти Отечественного фронта в городах Ямбол и Елхово, сёлах Недялско, Иречеково, Симеоново, Бояново и Борисово.